# 't Misverstant
't Misverstant was een restaurant gevestigd in 's-Hertogenbosch, Nederland. Het restaurant had een Michelinster in de periode 1984-1995. Het gaf in 1994 vrijwillig zijn Michelinster op en ging verder als bistro.
Chef-kok van 't Misverstant was Alexander Koene.